# Moments
„Moments” este un cântec al interpretei suedeze Tove Lo. Acesta a fost trimis la stațiile radiofonice din Statele Unite ale Americii la data de 27 octombrie 2015 prin intermediul casei de discuri Republic Records ca și cel de-al patrulea și ultimul extras pe single al albumului său de debut Queen of the Clouds. Cântecul a fost scris în întregime de către artista însăși, iar producția a fost făcută de către Mattman and Robin. Este un cântec synthpop, cu elemente de electropop.

## Videoclip
Videoclipul piesei a fost regizat de către Tim Erem și lansat la data de 21 octombrie 2015. Natalie Weiner de la Billboard a scris că „videoclipul o urmează pe Tove Lo printr-o noapte destul de sălbatică (și intoxicată) pe măsură ce cântă despre imperfecțiunile sale pline de dragoste.”

## Ordinea pieselor pe disc
| Nr.                 | Titlul        | Durată |
| ------------------- | ------------- | ------ |
| Descărcare digitală |               |        |
| 01.                 | „Moments” [A] | 2ː58   |
| 02.                 | „Moments” [B] | 3ː08   |
| 03.                 | „Moments” [C] | 4ː50   |

Specificații
- A ^ Remix „SeeB”.
- B ^ Remix „Felix Snow”.
- C ^ Remix „Samuraii”.